# Пинкерн
Пинкерн (стгрч. πιγκέρνης [pinkernēs] – пинкернес – „пехарник“) је било византијско звање које је првобитно додељивано неком од дворских евнуха. Касније је додељивано и обичним људима, да би се на крају (XIV век) претворило у високу титулу додељивану значајним личностима. Поред царских (царевих и царициних) пинкерна, забележени су пинкерни и код византијских великодостојника, попут васељенског патријарха (X век) или великих земљопоседника (средина XII века).

## Звање пинкерна
Сам израз пинкерн је први пут забележен код Псеудо-Калистена у „Александриди“, а изводи се од глагола епикераними, што значи мешати/сипати вино. Поред овог званичног израза, за ово звање су у коришћени и термини оинохос („сипач вина“) и киликифорос („носилац киликса“).
Крајем IX века, звање пинкерна се помиње међу дворским чиновницима, после положаја папиаса и његових деутера.
У доба Лава VI (886—912), према наводима житија патријарха Еуфимије (907—912), једном од пинкерна је била поверена веома деликатна мисија.
Током XI века, његове дужности су се преклапале са онима које је обављао друнгарије ту плиму.
Од доба Комнина, место пинкерна је поверавано и некима од брадатих тј. људима који нису евнуси, а на том положају се нашло чак и неколико царских сродника.
Положај пинкерна од XIII века нагло добија на значају, попут још неколико дворских положаја повезаних са царском трпезом, тако да се он претвара у високу почасну титулу, која је током XIV века додељена, између осталих, Алексију Филантропену и Сиргијану Палеологу.